# Mr. Blue Sky
〈Mr. Blue Sky〉는 영국의 록 밴드 일렉트릭 라이트 오케스트라(ELO)의 곡으로, 이 밴드의 일곱 번째 스튜디오 음반 《Out of the Blue》(1977년)에 수록된 곡이다. 프런트맨 제프 린이 작사와 작곡, 프로듀싱한 이 곡은 원래 더블 음반의 세 쪽에 있는 《Concerto for a Rainy Day》 모음곡의 네 번째이자 마지막 곡을 형성한다. 〈Mr. Blue Sky〉는 영국 싱글 차트 6위, 미국 《빌보드》 차트 35위로 정점을 찍은 두 번째 싱글이다.